# Cybermen
Os Cybermen (no Brasil: Ciborgues; em Portugal: Ciber-Homens) são uma raça fictícia de ciborgues na série de ficção científica britânica Doctor Who.
Os Cybermen eram originalmente uma espécie de humanoides originários do planeta gêmeo da Terra, Mondas, que começaram a implantar mais e mais peças artificiais em seus corpos, como um meio de auto-preservação. Isto levou à se tornarem friamente lógicos e calculistas, com todas as emoções apagadas de suas mentes.
Eles foram criado por Dr. Kit Pedler e Gerry Davis em 1966, a primeira aprição dos Cyborgues foi no serial The Tenth Planet, ultima história de William Hartnell como o Primeiro Doutor.

## Aparições
- 1966 - The Tenth Planet
- 1967 - The Moonbase
- 1967 - The Tomb of the Cybermen
- 1968 - The Wheel in Space
- 1968 - The Invasion
- 1975 - Revenge of the Cybermen
- 1982 - Earthshock
- 1983 - The Five Doctors
- 1985 - Attack of the Cybermen
- 1988 - Silver Nemesis
- 2006 - "Rise of the Cybermen" / "The Age of Steel"
- 2006 - "Army of Ghosts" / "Doomsday"
- 2008 - "The Next Doctor"
- 2010 - "The Pandorica Opens"
- 2011 - "A Good Man Goes to War"
- 2011 - "Closing Time"
- 2013 - "Nightmare in Silver"
- 2013 - "The Time of the Doctor"
- 2014 - "Dark Water" / "Death in Heaven"
- 2017 - "World Enough and Time" / "The Doctor Falls"
- 2020 - "The Haunting of Villa Diodati"
- 2020 - "Ascension of the Cybermen" / "The Timeless Children"

## Outras mídias
Os Cybermen aparecem como antagonistas no RPG Dr. Who (1985) e nos videogames Top Trumps: Doctor Who (2008) e Return to Earth (2010).